# Jukagir
Jukagir (russisch Юкаги́р; jakutisch Дьүкээгир) ist ein Fischerdorf im Norden des Ust-Janski ulus in der Republik Sacha (Jakutien) im Fernen Osten Russlands. Es hat 122 Einwohner (Stand 1. Januar 2017). Jukagir ist benannt nach dem kleinen Volk der Jukagiren, welches in dieser Gegend seine Siedlungsschwerpunkte hat. Das Dorf ist Verwaltungszentrum und einziger Siedlungspunkt des Jukagirischen Nationalen (Nomadischen) Naslegs.

## Geographie
Der Ort befindet sich an der Küste der Jansker Bucht in der Laptewsee, einem Randmeer des Nordpolarmeeres. Etwa 8 km nördlich der Siedlung, am Fuße des Kap Irtyschkin, mündet der Fluss Muksunuocha ins Meer. Landeinwärts Jukagirs befinden sich in unmittelbarer Umgebung die zwei Seen Maksunuocha und Sjugetschan. Jukagir ist etwa 276 km Luftlinie vom südlicher liegenden Zentrum des Ust-Janski ulus, Deputatski, entfernt. Zudem liegt es etwa 1.158 km Luftlinie nordöstlich der Republikhauptstadt Jakutsk. Die Entfernung zur Landeshauptstadt Moskau beträgt ungefähr 4.625 km.

## Geschichte
Am 5. Oktober 1992 wurde der Jukagirische Nationale (Nomadische) Nasleg gegründet, indem er aus dem Kasatschiner Nationalen Nasleg ausgegliedert wurde. Jukagir wurde zum Zentrum der neuen Verwaltungseinheit.
Im Jahr 2002 fanden zwei Schüler in der Nähe der Siedlung am Ufer des Flusses Muksunuocha den Kopf eines Mammuts. Das Alter des männlichen Tieres konnte mit Hilfe der Radiokarbonmethode auf etwa 18.300 Jahre festgelegt werden. Aufgrund des gut erhaltenen Zustands des Kopfes wurde dieser zu einem zentralen Exponat der Weltausstellung Expo 2005 in Japan.
2010 entdeckten Bewohner Jukagirs am nahen Strand der Laptewsee ein beinahe vollständig erhaltenes Wollhaarmammut. Das 106 kg schwere Jungtier wurde von den Einwohnern auf den Spitznamen „Juka“ getauft. Forscher stellten fest, dass das Tier vor etwa 39.000 Jahren im Alter von 6 bis 9 Jahren verendet war. „Juka“ ist das erste Mammut, das mit einem vollständig intakten Gehirn gefunden wurde.
Im August 2011 wurde etwa 37 km von der Siedlung entfernt am Ufer des Sees Tschuktschalach ein ca. 9310 Jahre altes Bison entdeckt. Es handelte sich hierbei um den ersten Fund eines Exemplars dieser Art von Hornträgern, das samt allen Gliedmaßen und inneren Organen aufgefunden worden war. Auch entdeckte man in der Nähe des Bisons die Überreste eines ausgewachsenen Stutenkörpers mit einem festgestellten Alter von etwa 4360 Jahren.
Im Winter 2016 kam es zu einem Zwischenfall, als ein Ehepaar aus Jukagir nur knapp dem Erfrierungstod entging. Die zwei Rentierhirten vom Volk der Jukagiren befanden sich auf dem Rückweg von einer Einkaufsfahrt nach Nischnejansk. Ihr Weg führte sie am Ufer der vereisten Laptewsee entlang, als das Schneemobil der beiden mit kaputtem Motor unerwartet zum Stehen kam. Die Frau und ihr Mann mussten die kommende Nacht bei minus 50 Grad Celsius, dem Wind ausgesetzt, in der Wildnis verbringen. Das Ehepaar hielt sich am Leben, indem es ständig in Bewegung blieb. Der Mann nahm Schnee von der Straße auf, schmolz ihn in seinem Mund und ließ seine Frau das Wasser von seinen Lippen trinken. Am Abend des nächsten Tages wurden sie schließlich vom Bruder der Frau, Urenkel eines Fremdenführers für den Forscher Eduard von Toll, bewusstlos aufgefunden und gerettet.

## Bevölkerungsentwicklung
| Jahr | Einwohner |
| ---- | --------- |
| 2002 | 106       |
| 2007 | 127       |
| 2010 | 128       |
| 2012 | 123       |
| 2013 | 122       |
| 2014 | 120       |
| 2015 | 126       |
| 2016 | 123       |
| 2017 | 122       |
| 2018 | 124       |

Anmerkung: Volkszählungsdaten